# 焦劉洋
焦劉洋（しょう りゅうよう、英: Jiao Liuyang、1991年8月6日 - ）は、中華人民共和国の競泳選手。
黒龍江省ハルビン市出身。2006年のアジア選手権で大会記録を出し、翌年の世界水泳選手権でも200mバタフライで2分07秒22の記録を出し、4位につけた。2008年の北京オリンピックでは、女子200mバタフライで劉子歌の2分04秒18に次ぐ2分04秒72でゴール、銀メダルを獲得した。これでオーストラリアのジェシカ・シッパーが持っていた世界記録、2分05秒40を一度に二人が更新した。

## 主要大会での成績
- 2005年全国大会 - 200mバタフライで2分10秒31で2位
- 2006年アジア選手権 - 200mバタフライで2分08秒54で1位
- 北京オリンピック - 200mバタフライで2分04秒72で2位
- 2009年世界水泳選手権 - 100mバタフライで56秒86で3位
- ロンドンオリンピック - 200mバタフライで2分04秒06で1位

## 主な成績
- 50mバタフライ - 26秒04（2009年4月11日、アジア記録）[1]
- 100mバタフライ - 57秒16（2009年4月10日、アジア記録）[1]

## その他
2012年11月の中国共産党第十八回全国代表大会に代表の一員として参加し、当時21歳で最年少であった。